# Bescheurkalender
De Bescheurkalender was van origine een scheurkalender die tussen 1972 en 1986 gemaakt werd door Kees van Kooten en Wim de Bie, maar werd later een soortnaam voor kalenders met geestigheden.

## Geschiedenis
De eerste Bescheurkalender werd eind 1972 uitgegeven voor het jaar 1973, bij de kort daarvoor opgerichte uitgeverij De Harmonie van Jaco Groot. Plannen voor een dergelijke kalender waren er al eerder, want het verschijnen van een bescheurkalender werd al in 1969 aangekondigd. Van Kooten en De Bie zouden in 1970 al beginnen met het samenstellen van de kalender voor 1971, bij uitgeverij Thomas Rap, toen nog een samenwerking van Thomas Rap en Jaco Groot. Toen de wegen van Rap en Groot zich in 1971 scheidden, nam Jaco Groot Van Kooten en De Bie mee naar zijn eigen, nieuw op te richten uitgeverij. Van de eerste bescheurkalender werden 10.000 exemplaren gedrukt, waarvan toen nog een deel in de papierversnipperaar belandde. Tien jaar later was het aantal gedrukte exemplaren toegenomen tot 175.000 en werd de kalender steevast uitverkocht.
De inhoud van de kalender bestond onder meer uit grappen, anekdotes en taalvondsten. De teksten werden voor het overgrote deel door Van Kooten en De Bie zelf geschreven. Op de voor- en achterkant van elke bladzijde stond een humoristische schets in tekst en/of beeld. Zo was er in 1982 een schets van het typetje Thea Ternauw, jaren voordat ze met haar echtgenoot in de uitzendingen van Keek op de week voorkwam. Ook werd er in de kalender op originele en ironische wijze de draak gestoken met populaire trends (zoals bijv. "Bij ons in de straat woont iemand die nog geen marathon gelopen heeft").
De laatste editie van de kalender, die voor 1986, werd eind 1985 als een bureau-agenda uitgegeven. In november 1986 verscheen er nog een bloemlezing van de voorgaande veertien edities van de Bescheurkalender, gebundeld in Het Groot Bescheurboek. Deze uitgave van De Harmonie te Amsterdam had 424 pagina's en woog 1,3 kilo. Een tweede druk verscheen in 1987.

## Navolging
De kalender kreeg navolging in het buitenland. Eind 1981 gaven de makers van het satirische Britse televisieprogramma Not the nine o'clock news de kalender NOT 1982 uit, geïnspireerd op de bescheurkalender van Koot en Bie. Ook waren er plannen voor een uitgave in Duitsland. Striptekenaar Eric Schreurs ontleende de titel van zijn eigen scheurkalender in 1985 aan die van Van Kooten en De Bie, en gaf een Be(schreurs)kalender uit, en later verscheen ook de Bob Evers bescheurkalender. Dichter J.H. Daams (1931) eerde de Bescheurkalender in 1981 met een haiku.

weer een flauwe grap
op de bescheurkalender
o maandagmorgen!
— J.H. Daams, 1981

In 2005 verscheen "bescheurkalender" in de Woordenlijst Nederlandse Taal. Het uit (zich) bescheuren, hard lachen, en scheurkalender gevormde porte-manteauwoord is een van de diverse woorden waarmee Van Kooten en De Bie de Nederlandse taal hebben uitgebreid, al wordt ook wel beweerd dat uitgever Jaco Groot van De Harmonie het woord op zijn geweten heeft.